# Yanick Lahens
Yanick Lahens (sinh ngày 22 tháng 12 năm 1953, Port-au-Prince) là một nhà văn, nhà tiểu thuyết, giáo viên và giảng viên người Pháp gốc Haiti. Cô đã trở thành người đoạt giải Prix Femina vào năm 2014.

## Tiểu sử
Sinh ra ở Port-au-Prince, Lahens học trung học và đại học ở Pháp trước khi trở về Haiti, nơi cô dạy cho đến năm 1995 tại Đại học Haiti. Trong hai năm sau đó, cô phục vụ trong văn phòng của Bộ trưởng Bộ Văn hóa. Năm 1998, cô lãnh đạo dự án "Con đường nô lệ". Với Jan J. Dominique, Lahens tổ chức một chương trình trò chuyện trên đài phát thanh, "Entre Nous". Cô được liên kết với Hiệp hội các nhà văn Haiti, và là người đóng góp cho các bài phê bình, Cultura và Boutures của chemins. Cuốn tiểu thuyết đầu tiên của cô, Dans la maison du père, được xuất bản năm 2000. Năm 2014, cô nhận được giải thưởng Femina cho Bain de lune. Lahens đóng một vai trò tích cực trong sự phát triển văn hóa của đất nước cô.

## Tác phẩm được chọn
- 1990, L'Exil: entre l'ancrage et la fuite, l'écrivain haïtien
- 1994, Tante Résia et les Dieux
- 2000, Dans la maison du père
- 2003, La Petite tham nhũng
- 2006, La folie était địa điểm avec la pluie
- 2008, La Couleur de l'aube, Prix RFO du livre (2009)
- 2010, Pháp
- 2013, Guillaume et Nathalie
- 2014, Bain de lune

## Giải thưởng
- 2002: LiBeraturpreis, Prix du Salon du livre de Leipzig
- 2008: Giải thưởng Millepages
- 2009: Giải thưởng RFO du livre
- 2014: Giải thưởng littéraire des Caraïbes de l'ADELF
- 2014: Giải thưởng Carbet des lycéens
- 2014: Giải thưởng Femina